# Amaru
Amaru oder auch Amaruka, (ca. 6.–8. Jahrhundert) ist ein indischer Dichter und gilt neben Kalidasa und Bhartrihari als Hauptvertreter der indischen Sanskrit-Dichtung und großer Meister der erotischen Poesie.

## Leben
Über sein Leben existieren kaum gesicherte Fakten, der Großteil sind legendenhafte Überlieferungen. Vermutlich war er ein kaschmirischer König, es heißt aber in Legenden, dass die Gedichte eigentlich von dem Philosophen Sankara stammten, der sich im Text als Amaru nur ausgibt, um dessen Frau, die Königin, als seine Geliebte zu besingen. Anhand der Texte lässt sich allerdings definitiv sagen, dass Amaru zur höchsten Gesellschaftsklasse seiner Zeit gehört haben muss.

## Werk

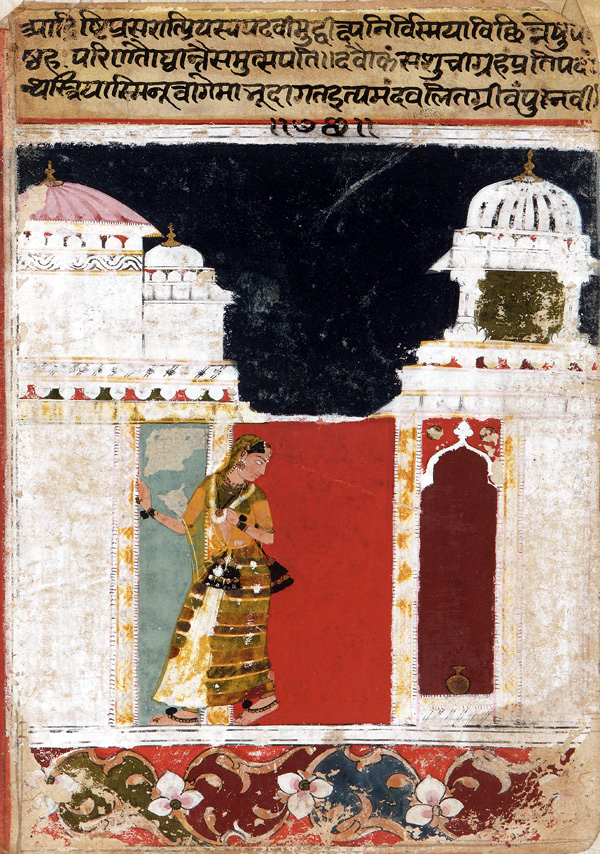
Indische Illustration zu Vers 76 des Amarusataka aus dem frühen 17. Jahrhundert

Amaru bedient sich in seinem einzigen Werk, der Sammlung Amarusataka (deutsch: Die hundert Strophen Amarus) der zu dieser Zeit bereits sehr alten Form der poetischen Miniatur, bekannt als muktaka oder gatha, in denen er isolierte Bilder meist explizit hetero- wie homosexuellen erotischen Charakters dem Leser intensiv erlebbar macht. In einer Legende wird Amaru als die einhundertunderste Reinkarnation einer Seele bezeichnet, die vorher einhundert Mal in Frauenkörpern inkarniert gewesen sei.
Trotz der „kleinen Form“, von der Amaru Gebrauch macht und dem, nach heutigem, westlichen Verständnis, schlichten Thema, verwendet er erhebliche gestalterische Energie auf die Epigramme, benutzt „Hyperbeln, Metaphern, Wortspiele etc., also stilistische Figuren, ebenso jedoch die Unwägbarkeiten der Sprache, die Gefühle, Stimmungen, ja letztlich einen überpersönlichen, göttlichen Genuss im Hörer erzeugen können. Auch das verfeinerte Gedicht, das bestimmten Publikumserwartungen entsprechen muss, ist also immer mehr, als ein kompliziertes Konglomerat von stilistisch-rhetorischen Formeln. Das eigentlich Erotische der indischen Liebeslyrik entsteht zwischen den geläufigen Bildern und Satzwendungen und einer Inspiration, die, synästhetisch gesteigert, die Atmosphäre des Verlangens, der Erregung und Stillung sinnlich-geistiger Bedürfnisse, gleichsam unmittelbar vernehmbar macht.“

## Westliche Rezeption
Die erste Übersetzung des Amarusataka in eine westliche Sprache stammte von einem der Begründer der Indologie, dem Franzosen Antoine-Léonard de Chézy. Diese Übersetzung erschien 1831 in Paris, allerdings aufgrund des erotischen Inhaltes unter Pseudonym. Im selben Jahr folgten ebenfalls Teile des Werkes in Wendts Musenalmanach als „Sanskritische Liebesliedchen Amarusatakam“, übersetzt von Friedrich Rückert. Die vollständige Fassung der Übersetzung des Amarusataka von Rückert erschien erst 1925 in Hannover in der Orient-Buchhandlung Heinz Lafaire, herausgegeben von Johannes Nobel nach der Handschrift der Preußischen Staatsbibliothek (seither nicht neu aufgelegt). Bereits 1913 hatte der deutsche Schriftsteller Hans Bethge in seiner berühmten Reihe von Nachdichtungen orientalischer Lyrik auch Texte Amarus vorgelegt. 1937/38 vertonte der österreichische Komponist Alexander Zemlinsky noch Amarus Gedicht Die Verschmähte. Der moderne Referenz-Text ist die zweisprachige Motilal-Banarsidass-Ausgabe von 1984 mit einer englischen Übersetzung von Martha Ann Selby.

## Beispiel

Gedicht Nr. 58 im Original

58. Der Morgenwind nach einer Lustnacht.
Feucht von schöner schweißbeperlter Antlitzmonde Tropfenraub,
Schwanke Lockenfülle schüttelnd, rüttelnd Lendenhülle lind,
Früh im Frühling mit erblühter Wasserlilien Düftestaub,
Fächelnd, nächtger Lust Erschöpfung nehmend, weht der Morgenwind.
(Übers.: F. Rückert)

## Ausgaben
- Hans Bethge: Die indische Harfe. Nachdichtungen indischer Lyrik. 4. vom Autor überarbeitete und erweiterte Auflage. Kelkheim 2002, ISBN 3-9806799-8-5.
- Die Hundert Strophen des Amaru. Aus dem Sanskrit metrisch übersetzt von Friedrich Rückert. Hannover 1925.
- Anthologie érotique d'Amarou. Übersetzung von A. L. Apudy (d.i. Antoine-Leonard de Chézy). Paris 1831.
- Amarusatakam / Amarukaviviracitam. Arjunavarmadevapraītayā Rasikasaṃjīvinīsamākhyayā vyākhyayā parisistaicopetam. punarmudrana. Motilal Banarsidass, Dilli 1983. In Devanāgarī-Schrift, Sanskrit. Nachdruck der Ausgabe Bombay 1889.
- Chintaman Ramchandra Devadhar (Hrsg.): Amarusatakam: A centum of ancient love lyrics of Amaruka. English translation and appendices. Vemabhūpālaviracitayā Śṛṇgāradīpikākhyayā vyākhyayā samalamkṛtam. Poona 1959. Reprint: Motilal Banarsidass, Delhi 1984.